# エレンエイム
エレンエイムは、東京都新宿区のモデル・タレント事務所である。

## 概要
2009年に長年放送作家として活動してきた柄沢正典が設立。
前芸能プロダクション勤務の際は、JJ専属モデルやJELLYやポップティーン、Sカワなどの雑誌専属モデルを数多く担当。モデルやタレントなどが21名所属している。